# 电子振荡器

一种普遍使用的运算放大器弛张振荡器。

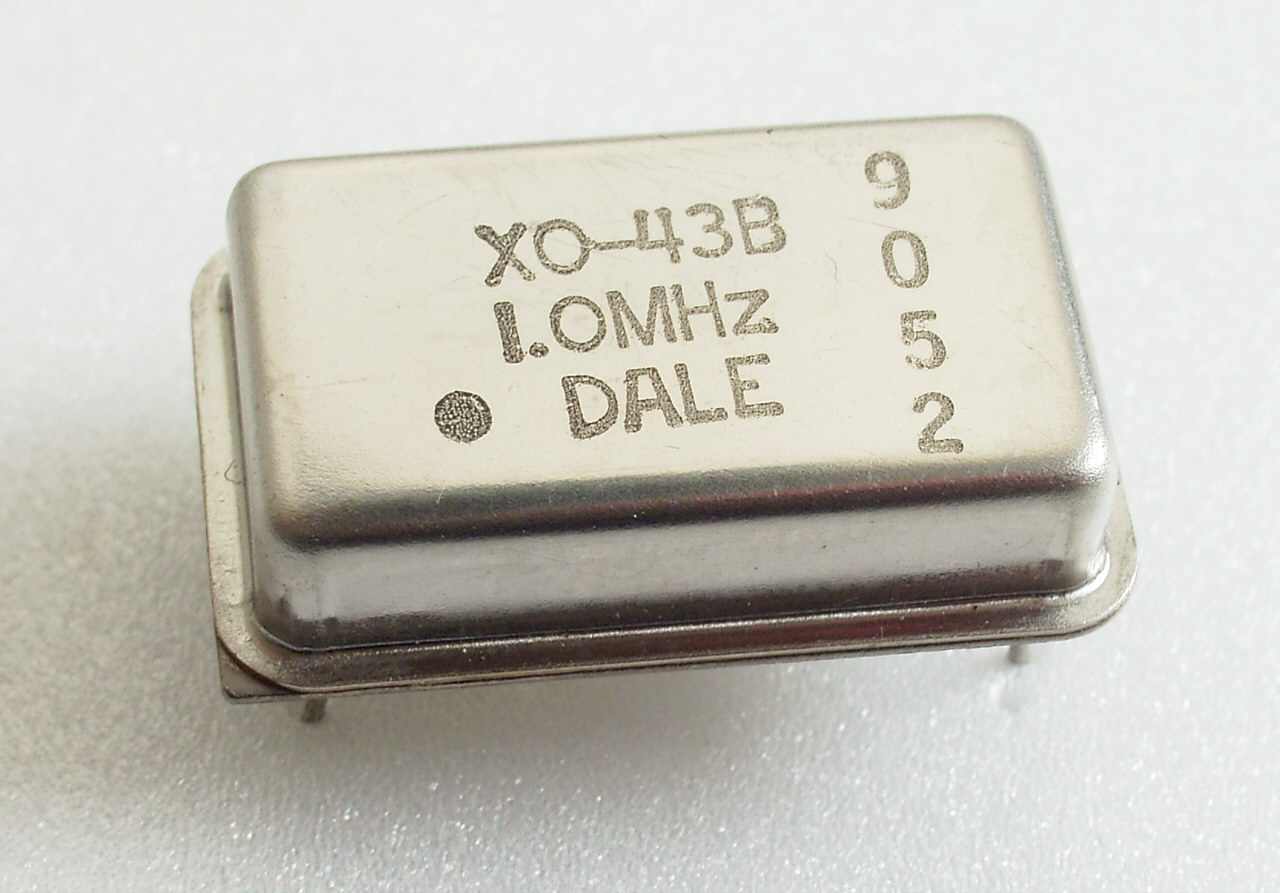
1 MHz的电子振荡器电路，它使用的内部石英晶体的谐振特性，来控制频率。提供数字设备，如计算机的时钟信号。

电子振荡器（英語：electronic oscillator）是用來產生具有周期性的信号（電子振盪，通常是正弦波或方波）的電子電路。通常由放大电路、选频网络、正反馈网络和稳幅环节组成。振荡器将电源提供的直流（DC）转变成交流信号。它们被广泛应用于许多电子设备中。由振荡器产生信号的常见例子有无线电和电视发射机广播的信号，调节计算机和石英钟的时钟信号，和电子传呼机和电子游戏发出的声音。
振荡器通常用他们输出信号的频率描述：
- 低頻振盪器（英语：low frequency oscillation）是指產生頻率在20 kHz以下的（有的定义在0.1到10赫兹之間）交流訊號振盪器。它通常用在音訊合成器中，用來區別其他的音訊振盪器。
- 音频振荡器产生频率在音频范围内，约16 Hz到20 kHz。[2]
- 射频振荡器产生的信号在射頻（RF）范围内，约100 kHz至100 GHz。[2]

用来由直流电源产生高功率交流输出的振荡器通常称为逆變器。
振盪器主要可以分成以下兩種：諧波振盪器（harmonic oscillator）與弛張振盪器（ （页面存档备份，存于））。

## 諧波振盪器

反馈线性振荡器的框图；放大器A的输出 v_{o} 由滤波器 β(jω) 反馈到它的输入 v_{f}。

諧波（线性）振盪器产生正弦输出。分为两类：

### 反馈振荡器
线性振荡器的最常见的形式是电子放大器（如晶体管或运算放大器），放大器的輸出通过反馈网络接回选频濾波器的輸入。當放大器的電源開始供應的瞬間，在放大器的輸出端只有雜訊。這些雜訊傳到窄頻濾波器，使雜訊中特定部分頻率被濾波出來，出現在濾波器的輸出端。因為濾波器的輸出又接到放大器的輸入，所以濾波後的訊號經由放大器放大，再進入濾波電路濾波......如此循环往复，一直到輸出訊號正好是我們所要的訊號為止。
反馈振荡器电路可以根据它们在反馈回路中使用的选频滤波器的类型进行分类：
- 在一个RC振盪器电路中，该滤波器是一个电阻和电容网络。[2][4]RC振荡器主要用于产生较低的频率，例如在音频范围内。常见的RC振荡器电路类型有相移振盪器和文氏电桥。
- 在一个LC振荡器电路中，该滤波器是一个调谐电路（通常称为槽路；调谐电路是由一个电感器（L）和电容（C）连接在一起的谐振器）。[2][4]电荷在电容器的极板间来回流动，使调谐电路可以储存在其谐振频率振荡的电能。槽路中会有小的损耗，但放大器补偿了这些损失，并为输出信号提供电能。当需要可调频率源的时候，LC振荡器通常用在无线电频率，[2]如在信号发生器、可调无线电发送器和无线电接收机中的本机振荡器（英语：local oscillator）中。典型的LC振荡电路有哈特萊振盪器、Colpitts振盪器[2]与克拉普振盪器。

哈特萊振盪器和Colpitts振盪器之间的对比

- 在晶体振荡器电路中，滤波器是一种压电晶体（通常是石英晶体）。[2][4]晶体谐振器机械振动，其振动频率决定了振荡频率。晶体具有很高的Q值，温度稳定性也比调谐电路要好，因此晶体振荡器的频率稳定度要比LC或RC振子的频率稳定得多。晶体振荡器是最常见的线性振荡器，用于稳定大多数无线电发射机的频率，并在计算机(電腦)和石英钟中产生时钟信号。晶体振荡器经常和LC振荡器使用同一个电路，用晶体替换调谐电路；[2]皮爾斯震盪器也很常用。石英晶体一般限于30 MHz或以下的频率。[2]其他类型的谐振器，介质谐振器（英语：dielectric resonator）和表面声波（SAW）器件，用于控制更高频率的（微波范围以内）振荡器。例如，在手机中使用了振荡器来产生无线信号。

### 负阻振荡器
實作諧波振盪器時，可以使用不同的放大與濾波方式，所以有許多不同的實作方法：
- Hartley振盪器
- Colpitts振盪器
- Clapp振盪器
- Pierce晶體振盪器
- 相移振盪器
- RC振盪器（Wien-Bridge振盪器與雙T）

以上類別中，Hartley振盪器、Colpitts振盪器、與Clapp振盪器都屬於LC振盪器。而Pierce晶體振盪器的等效電路也屬於LC振盪器，並具有高Q值。

## 弛張振盪器
弛張振盪器主要用來產生非正弦波輸出訊號，如方波或三角波。弛張振盪器內含有像是電晶體之類的非線性元件，可以週期性的把儲存於電容或電感中的能量釋放出來，使得輸出訊號波形瞬間改變。
產生方波的弛張振盪器可以用在序向邏輯電路（如：計時器、計數器）的時脈訊號，雖然通常時脈訊號常會選擇比較穩定的晶體振盪器。
輸出三角波（或稱鋸齒波）的振盪器通常用在以時間為基準、在示波器或電視中的陰極射線管中產生水平反射訊號。在頻率產生器中，三角波也常用來整型以輸出接近正弦波的訊號。
弛張振盪器是一種复振器（multivibrator）。

## 延伸阅读
- Ulrich Rohde, Ajay Poddar, and Georg Bock, The Design of Modern Microwave Oscillators for Wireless Applications: Theory and Optimization, (543-pages) John Wiley & Sons, 2005, ISBN 978-0-471-72342-4.
- E. Rubiola, Phase Noise and Frequency Stability in Oscillators （页面存档备份，存于） Cambridge University Press, 2008. ISBN 978-0-521-88677-2.